# Rocky Fork Point (Ohio)
Rocky Fork Point es un lugar designado por el censo ubicado en el condado de Highland en el estado estadounidense de Ohio. En el Censo de 2010 tenía una población de 639 habitantes y una densidad poblacional de 201,57 personas por km².

## Geografía
Rocky Fork Point se encuentra ubicado en las coordenadas 39°11′20″N 83°29′16″O / 39.18889, -83.48778. Según la Oficina del Censo de los Estados Unidos, Rocky Fork Point tiene una superficie total de 3.17 km², de la cual 1.84 km² corresponden a tierra firme y (41.83%) 1.33 km² es agua.

## Demografía
Según el censo de 2010, había 639 personas residiendo en Rocky Fork Point. La densidad de población era de 201,57 hab./km². De los 639 habitantes, Rocky Fork Point estaba compuesto por el 98.9% blancos, el 0.31% eran afroamericanos, el 0% eran amerindios, el 0.47% eran asiáticos, el 0% eran isleños del Pacífico, el 0% eran de otras razas y el 0.31% pertenecían a dos o más razas. Del total de la población el 1.56% eran hispanos o latinos de cualquier raza.